# Hans Hauska
Hans Hauska (* 18. května 1901 Mašťov – 7. května 1965 Berlín) byl hudební skladatel a politický vězeň.

## Život
Hans Hauska se narodil v Mašťově, městečku nedaleko Kadaně, zde rovněž několik let studoval. Pocházel z chudších rodinných poměrů a jeho rodina se záhy (roku 1911) přestěhovala do Vídně. Ve Vídni absolvoval gymnázium a poté se pokusil o studium na univerzitě. Ještě mladý Hauska byl zapojen do komunistického hnutí.

## Zaměstnání
Ve 20. letech se přestěhoval do Berlína a zde se věnoval avantgardnímu levicovému divadlu. V roce 1929 vstoupil do Komunistické strany Německa. Ve stejné době byl již proslulým skladatelem revolučních skladeb, jež vyzývaly k třídnímu boji. Se skupinou Kolonne Links odjel Hans roku 1932 do Sovětského svazu a po nástupu Adolfa Hitlera k moci zde zůstal jako politický exulant.
V Moskvě a Kyjevě pobýval Hauska mezi léty 1933–1937 a patřil mezi nejvýraznější osobnosti německého komunistického exilu. Hlavní pracovní činností mu bylo exilové divadlo a film. V roce 1936 pracoval jako skladatel v realizačním týmu filmu Kämpfer, jejž režíroval přítel Gustav von Wangenheim. Film popisoval požár Říšského sněmu v Berlíně.

## V zajetí dvou diktátorů
„Hauskovo sovětské angažmá spadá do let, kdy Stalin rozpoutal další vlnu teroru (nejen) proti intelektuálům. Roku 1937 byl zatčen sovětskou NKVD, předchůdkyní KGB, jako trockista a kontrarevolucionář a po politickém monstrprocesu poslán do úděsného vězení na souostroví Gulag. Po připojení Rakouska k Německu roku 1938 se Hauska stal de iure občanem Německa.“
V této době měl Sovětský svaz s Německem dobré vztahy, a proto byl Hauska vydán zpět do Německa. Na polsko-německé hranici byl zatčen gestapem, následně byl odsouzen za velezradu a internován v berlínské věznici Moabit. Ve vězení pobýval 18 měsíců a během pobytu sepsal své zážitky z lágrů.

## Život ve Vídni
Roku 1945 se usídlil ve Vídni, zde se angažoval při založení Komunistické strany Rakouska. Po odhalení zločinů stalinismu se Hauska odvolal na Moskvu a bylo mu vyplaceno odškodnění 600 rublů. „Po své rehabilitaci se Hans Hauska odebral z Rakouska do Německé demokratické republiky, jež byla sovětským satelitem, a až do své smrti byl prominentní uměleckou osobností tamějšího komunistického režimu.“
Hans Hauska zemřel 7. května 1965 ve věku nedožitých 64 let.